# Talassokrati

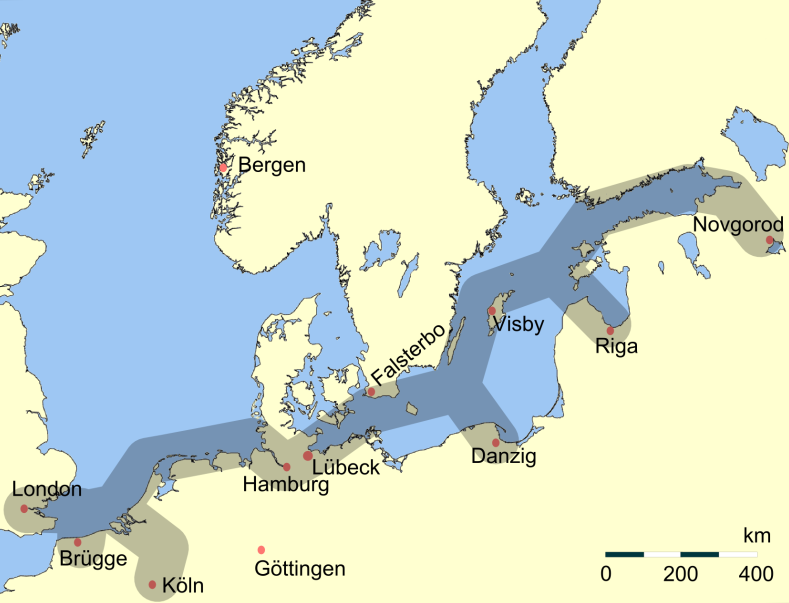
Hansaförbundets makt baserades på kontroll över handelsförbindelserna till och från Östersjön.

Talassokrati (av grekiska Θαλασσο-κρατία) betyder havsherravälde och betecknar en stat som primärt består av besittningar som förbinds genom sjöfart. Beteckningen kan också användas om en sjömakt, som besitter överhögheten över ett havsområde, kommersiellt eller militärt.

## Exempel
Ordet användes första gången för att beskriva den minoiska civilisationen, vars styrka grundades på dess flotta. 
Ett annat exempel på en talassokrati från antiken är fenicierna, som hade stora havsstäder såsom Tyrus, Sidon och Karthago, men som inte regerade över det inre av landet. Den grekiska stadsstaten Aten såg genom hela den klassiska perioden på sig själv som en talassokrati. På motsvarande sätt var den tyska handelssammanslutningen Hansan en talassokrati i medeltidens östersjöområde. På sätt och vis kan även det brittiska imperiet i nyare tid betraktas som en talassokrati.